# Lily von Muralt
Emilie «Lily» Mathilde von Muralt, geborene Wegmann (* 2. Juni 1849 in Brooklyn/New York City; † 23. August 1921 in Zürich), war eine Schweizer Schriftstellerin für Kinder- und Jugendliteratur. Sie verfasste ausschliesslich Mädchenbücher, die sowohl unter dem Pseudonym Meta Willner als auch unter ihrem wirklichen Namen erschienen.

## Leben
Lily von Muralt wurde 1849 als ältestes Kind des aus Zürich stammenden Kaufmanns Ludwig Eduard Wegmann in Brooklyn/New York geboren. Ihre Kindheit und Jugend waren durch mehrere Umzüge geprägt. Die ersten drei Lebensjahre verbrachte Lily von Muralt in Rio de Janeiro, bevor ihre Familie erneut nach Brooklyn umzog. Nach sieben Jahren erfolgte schliesslich ein Umzug nach Zürich. Dort besuchte sie zuerst eine Privatschule und nachfolgend eine öffentliche Schule. 1866 kehrte Lily von Muralt im Alter von 17 Jahren mit ihrer Familie nach Brooklyn in die USA zurück.
1872 heiratete sie in Brooklyn mit 22 Jahren den Zürcher Leutnant und Kaufmann Karl von Muralt (* 1847; † 1909), der ihr 1869 in die USA gefolgt war. 1875 kehrte das Ehepaar nach Zürich zurück, wo es dauerhaft sesshaft wurde. Lily von Muralt bekam mit ihrem Ehemann sechs Kinder, von denen zwei namentlich bekannt sind: Harry Albert von Muralt (* 1882; † 1945) und Alice Theodora von Muralt (* 1892; † unbekannt).
1896 veröffentlichte Lily von Muralt im Alter von 47 Jahren ihr erstes Werk Hannas Ferien – eine Erzählung über ein Stadtmädchen namens Hanna und dessen Ferien auf dem Land. Thematisiert wird Hannas Freundschaft zu einem Landmädchen, beide Mädchen sind hierbei als Verkörperung gegensätzlicher Werte (Künstlichkeit vs. Natürlichkeit) konzipiert. Lily von Muralts Erstlingswerk, das anfänglich unter dem Pseudonym Meta Willner veröffentlicht wurde, erfuhr eine positive Rezeption. In den darauffolgenden Jahren veröffentlichte sie in regelmässigen zeitlichen Abständen weitere Werke mit ähnlicher thematischer Ausrichtung. So wird beispielsweise in ihrer Erzählung Lockenköpfchen aus dem Jahr 1899 die Freundschaft zwischen den aus bürgerlichen Familien stammenden Kindern Emma und Willy beschrieben oder in Unbewusster Einfluss aus dem Jahr 1900 Leben und Alltag des Mädchens Helene im häuslichen wie schulischen Kontext.
1909 starb ihr Ehemann Karl von Muralt, 1921 verstarb Lily von Muralt 72-jährig in Zürich.

## Werke
Von Lily von Muralt sind insgesamt acht Werke bekannt, die alle im Zürcher Verlag Artistisches Institut Orell Füssli veröffentlicht wurden.
- Hannas Ferien. Eine Erzählung für Mädchen im Alter von acht bis zwölf Jahren (1896)
- Im Schatten erblüht. Eine Erzählung für Mädchen im Alter von zwölf bis fünfzehn Jahren (1897)
- Vier Namens-Schwestern. Eine Erzählung für Mädchen im Alter von 12-15 Jahren (1898)
- Lockenköpfchen. Eine Erzählung für Kinder im Alter von 8-12 Jahren (1899)
- Unbewusster Einfluss. Eine Erzählung für Backfischchen (1900)
- Paulas Lebenserfahrungen. Eine Erzählung für die reifere Jugend und ihre Freunde (1904)
- Aus Lottchens Tagebuch. Eine Erzählung für junge Mädchen (1906) Digitalisat
- Weitere Blätter aus Lottchens Tagebuch. Eine Erzählung für junge Mädchen (1908)

## Literarische Einordnung der Werke
Lily von Muralts Werke sind der literarischen Gattung des Mädchenbuchs, ebenfalls unter der Bezeichnung Backfischroman bekannt, zuzuordnen und behandeln die für diese kinder- und jugendliterarische Gattung charakteristischen Themen. Im Mittelpunkt der Erzählungen Lily von Muralts stehen heranwachsende Mädchen sowie deren Sorgen, Wünsche und Gedanken – Leben und Alltag der Mädchen (z. B. Schule, Freundschaften, Leben in der Familie, Berufswünsche) werden thematisiert. Die Handlungen der meisten Erzählungen Lily von Muralts sind im Milieu der bürgerlichen Familie angesiedelt. Die Romane vereinen gleichzeitig eine unterhaltende wie auch belehrende respektive vorbildhafte Funktion für die als Zielgruppe anvisierten jungen Mädchen, indem das zeitgenössische gesellschaftlich antizipierte Frauenbild des späten 19. Jahrhunderts und frühen 20. Jahrhunderts vermittelt wird.

## Rezeption
Lily von Muralt sowie ihre Werke waren Gegenstand zeitgenössischer Rezeption. Sowohl im Lexikon deutscher Frauen der Feder der österreichischen Bibliographin Sophie Pataky aus dem Jahr 1898 als auch in der 6. Auflage vom Lexikon der deutschen Dichter und Prosaisten vom Beginn des 19. Jahrhunderts bis zur Gegenwart von Franz Brümmer aus dem Jahr 1913 sind Lily von Muralt und deren literarische Werke verzeichnet. Zudem sind ihre Werke in zeitgenössischen Rezensionszeitschriften zu finden. So enthalten beispielsweise die Zeitschriften Der Bildungsverein und Deutsche Romanzeitung Rezensionen zu den Erzählungen Hannas Ferien und Im Schatten erblüht. Die Erzählung Hannas Ferien ist überdies auf der zeitgenössischen Auswahl- und Empfehlungsliste Mitteilungen Aarau gelistet.